# Bola Diamante
A Bola Diamante (em sueco:  Diamantbollen) é um prémio desportivo atribuído pela Federação Sueca de Futebol (SvFF) e pelo jornal sueco Sydsvenskan à melhor futebolista sueca do ano, quer jogue na Suécia ou no estrangeiro. 

A Bola de Ouro é o seu equivalente masculino.
A Bola Diamante foi criada em 1990 pelo jornal Arbetet e pela Federação Sueca de Futebol, e é atribuída na Gala do Futebol desde 1995.
 
A maior vencedora do prémio é a avançada (br:atacante) Lotta Schelin, com 5 conquistas.
 
A atual vencedora é a média (br: meia) Elin Rubensson.